# エスティバン・トゥエロ
エスティバン・エドゥアルド・トゥエロ（Esteban Eduardo Tuero, 1978年4月22日 - ）は、アルゼンチン出身の元レーシングドライバー。

## 経歴

### 初期の経歴
1992年、レーシングカートのレインボー・トロフィーに参戦。このシリーズにはニコラス・キエーサも参戦していた。1993年にフォーミュラ・ルノーのアルゼンチン選手権にステップアップし四輪レースデビュー。2度のポールポジションを獲得する。
1995年、17歳でヨーロッパへと渡りイタリアF3選手権に参戦。ポールポジション1回と表彰台1回を獲得する。
1996年途中から国際F3000選手権にステップアップ。1997年に来日し、チーム・ルマンの一員となりフォーミュラ・ニッポンに参戦。レイナード・96D 無限をドライブした。

### フォーミュラ1
1998年、F1のミナルディチームと契約を結ぶ。ミナルディはアルゼンチン企業からバックアップを受けていたトゥエロのスポンサーマネー（持参金）を必要としていた。しかしFIAのF1委員会で「19歳のアルゼンチン人ドライバーは、国際レベルでのレースキャリアが不足している恐れがある。スーパーライセンスを付与するのに十分な経験を持っているのかさらなる検討が必要である。」としてスーパーライセンスの発給で揉めたため、すでにF1デビューしていた同郷のノルベルト・フォンタナとのシート争いとなった。結果的にミナルディからのFIAへの説明もありトゥエロはスーパーライセンス取得に成功し、ミナルディでのチームメイトはF1での二年目を迎える中野信治となった。開幕戦オーストラリアGP時点でトゥエロは19歳と320日であり、マイク・サックウェルとリカルド・ロドリゲスに次ぐ、当時史上3番目の若さでのF1デビューを果たした。ニューマシンM198はフォードのV10エンジンを搭載し、前年型マシンよりもパワー面の改善が大きかったが、シャシーは前年型と大きく変わるところが無かった。チームはシーズンを通してティレルとテールエンドを争い、しばしば打ち破ることができた。トゥエロは全16戦中完走4回、最高位はサンマリノGPでの8位で、選手権ポイントは獲得できなかった。チームメイトの中野の決勝最高位は7位で、予選成績でも16戦中11戦でトゥエロより上位グリッドを獲得していた。
1999年もミナルディの候補であり、トゥエロは2年目を迎える準備をしていたが、ルカ・バドエル、マルク・ジェネとのシート争いに敗れてシートを失った。なお、前年に続きフォンタナもそのシートの候補であった。

### スポーツカーレース
以後は母国アルゼンチンのツーリズモ・ナショナルシリーズや、TC2000アルゼンチン選手権、Turismo Carreteraに参戦。国際レースでは ラルブル・コンペティションのフェラーリ・F550-GTSでFIA GT選手権に参戦した。
2016年、プロレーシングドライバーからの引退を表明した。
2020年7月、ブエノスアイレス市街でオートバイを運転中に交通事故に遭い、ブリタニコ病院に搬送され容態が心配された。トゥエロは鎖骨、手首、肋骨の3重骨折を負った。手術を受け、満足のいく回復結果が得られた。

## レース戦績

### 国際フォーミュラ3000
| 年     | エントラント                        | 1   | 2   | 3   | 4   | 5      | 6      | 7      | 8       | 9      | 10      | DC   | ポイント |
| ------ | ----------------------------------- | --- | --- | --- | --- | ------ | ------ | ------ | ------- | ------ | ------- | ---- | -------- |
| 1996年 | ドラコ・エンジニアリング （英語版） | NÜR | PAU | PER | HOC | SIL 14 | SPA 17 | MAG 10 | EST Ret | MUG 13 | HOC Ret | 24位 | 0        |

- 太字はポールポジション、斜字はファステストラップ。(key)

### フォーミュラ・ニッポン
| 年     | エントラント | 1       | 2       | 3     | 4      | 5       | 6     | 7   | 8   | 9   | 10  | DC   | ポイント |
| ------ | ------------ | ------- | ------- | ----- | ------ | ------- | ----- | --- | --- | --- | --- | ---- | -------- |
| 1997年 | Team LeMans  | SUZ Ret | MIN Ret | FUJ 9 | SUZ 11 | SUG Ret | FUJ 6 | MIN | MOT | FUJ | SUZ | 16位 | 1        |

- 太字はポールポジション、斜字はファステストラップ。(key)

### フォーミュラ1
| 年     | エントラント | シャシー | エンジン                      | 1       | 2       | 3       | 4     | 5      | 6       | 7       | 8       | 9       | 10      | 11     | 12      | 13      | 14     | 15      | 16      | WDC | ポイント |
| ------ | ------------ | -------- | ----------------------------- | ------- | ------- | ------- | ----- | ------ | ------- | ------- | ------- | ------- | ------- | ------ | ------- | ------- | ------ | ------- | ------- | --- | -------- |
| 1998年 | ミナルディ   | M198     | フォード JD Zetec-R 3.0 L V10 | AUS Ret | BRA Ret | ARG Ret | SMR 8 | ESP 15 | MON Ret | CAN Ret | FRA Ret | GBR Ret | AUT Ret | GER 16 | HUN Ret | BEL Ret | ITA 11 | LUX Ret | JPN Ret | NC  | 0        |

- 太字はポールポジション、斜字はファステストラップ。(key)